# Virectaria procumbens
Virectaria procumbens là một loài thực vật có hoa trong họ Thiến thảo. Loài này được (Sm.) Bremek. miêu tả khoa học đầu tiên năm 1952.